# 토리 머셋
토리 머셋(Tory Mussett, 1978년 6월 26일 ~ )은 오스트레일리아의 배우, 영화배우이다.
오스트레일리아에서 태어났다.

## 영화
- 컨뎀드 (2007년) - 줄리 역
- 나이트메어 앤 드림스케이프 (2006년)
- 부기맨 (2005년) - 제시카 역
- 피터팬 (2003년)
- 매트릭스 2 - 리로디드 (2003년)